# Apotoforma
Apotoforma es un género de polillas tortrícidas categorizado en la tribu Tortricini, de la subfamilia Tortricinae. Fue descrito por Busck en 1934.

## Especies
- Apotoforma apatela (Walsingham, 1914)
- Apotoforma cimelia (Diakonoff, 1960)
- Apotoforma cydna Razowski, 1993
- Apotoforma dolosa (Walsingham, 1914)
- Apotoforma epacticta Razowski y Becker, 1984
- Apotoforma fustigera Razowski, 1986
- Apotoforma hodgesi Razowski, 1993
- Apotoforma jamaicana Razowski, 1964
- Apotoforma kakamegae Razowski, 2012
- Apotoforma mayumbeana Razowski, 2012
- Apotoforma monochroma (Walsingham, 1897)
- Apotoforma negans (Walsingham, 1897)
- Apotoforma ptygma Razowski, 1993
- Apotoforma rotundipennis (Walsingham, 1897)
- Apotoforma smaragdina Bippus, 2020
- Apotoforma uncifera Razowski, 1964
- Apotoforma viridans Razowski y Becker, 2003